# Maigret erlebt eine Niederlage
Maigret erlebt eine Niederlage (französisch: Un échec de Maigret) ist ein Kriminalroman des belgischen Schriftstellers Georges Simenon. Er ist der 49. Roman einer Reihe von insgesamt 75 Romanen und 28 Erzählungen um den Kriminalkommissar Maigret. Der Roman entstand vom 26. Februar bis 4. März 1956 in Cannes und erschien im September 1956 im Pariser Verlag Presses de la Cité. Gleichzeitig wurde er in 20 Folgen vom 13. September bis 5. Oktober des Jahres in der französischen Tageszeitung Le Figaro abgedruckt. Die erste deutsche Übersetzung von Isolde Kolbenhoff publizierte 1957 Kiepenheuer & Witsch. 1978 veröffentlichte der Diogenes Verlag eine Neuübersetzung von Elfriede Riegler im Doppelband mit Maigret hat Angst.
Der Innenminister persönlich setzt sich für einen Besucher Kommissar Maigrets ein, der sich durch anonyme Briefe bedroht fühlt und um Polizeischutz ersucht. Es handelt sich ausgerechnet um einen alten Mitschüler Maigrets, der durch rücksichtsloses Geschäftsgebaren ein Imperium von Metzgereien aufgebaut hat. Dem Kommissar ist der Metzger heute so unsympathisch wie damals. Doch er ahnt, dass sein Besucher ihm einigen Ärger bereiten wird.

## Inhalt

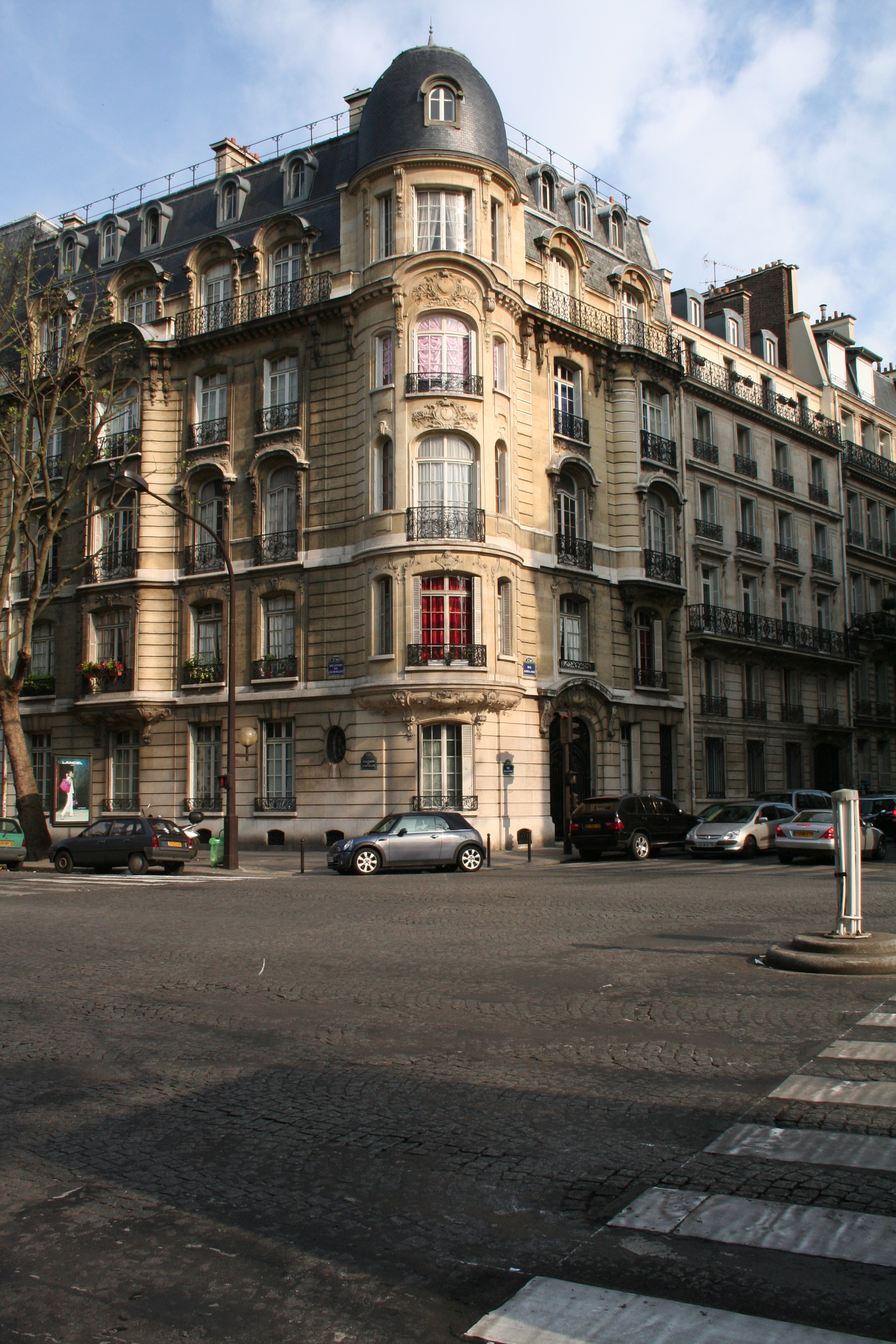
Haus am Boulevard de Courcelles in Paris

Es ist ein nasskalter März in Paris. Die Kriminalpolizei sucht seit Tagen ergebnislos nach einer englischen Pauschaltouristin namens Muriel Britt, die aus ihrer Reisegruppe heraus spurlos verschwunden ist. Als der Chef der Kriminalpolizei einen Besucher ankündigt, der vom Innenminister persönlich protegiert wird, ist dies auch nicht dazu angetan, Kommissar Maigrets trübe Stimmung aufzuheitern.
Der Besucher entpuppt sich als Ferdinand Fumal, ein ehemaliger Klassenkamerad aus Maigrets Geburtsort Saint-Fiacre. Schon der junge Jules konnte den dicken Ferdinand, genannt Bum-Bum, nicht leiden, und auch die Väter hegten, nach einem Bestechungsversuch des Metzgers Fumal am Schlossverwalter Évariste Maigret, eine tiefe Abneigung gegeneinander. Nun ist der ehemalige Mitschüler zu Reichtum gekommen, leitet mehrere Ketten von Metzgereien in ganz Frankreich und besitzt Einfluss bis in höchste gesellschaftliche Kreise. Der Grund, warum er sich an seinen alten Mitschüler Maigret wendet, sind anonyme Drohbriefe, derentwegen er Polizeischutz fordert. Doch seine Sekretärin Louise Bourges, die kurz nach ihrem Chef am Quai des Orfèvres erscheint, behauptet, dass Fumal sich die Drohbriefe selbst geschrieben habe. 
Zwar stellt Maigret pflichtschuldig einen Inspektor vor Fumals Haus am Boulevard de Courcelles ab, doch als der Metzger am nächsten Tag erschossen aufgefunden wird, beschleichen den Kommissar Gewissensbisse, ob er sich bei seinen zögerlichen Ermittlungen nicht von seiner Abneigung gegen den Klassenkameraden hat lenken lassen. Maigret steht mit seinen Gefühlen gegenüber dem Toten nicht allein. Beinahe jeder Befragte aus Fumals Umfeld zeigt sich erleichtert über das Ableben des bösartigen und rücksichtslosen „Königs der Metzger“, wie ihn die Presse betitelt. Der erste Verdacht richtet sich gegen Roger Gaillardin, einen der zahlreichen Konkurrenten Fumals, die dieser in den Ruin trieb. Doch als Gaillardin aufgefunden wird, hat der Verzweifelte Suizid begangen, und seine Pistole weist nicht das Kaliber der Tatwaffe, einer Luger, auf.
Maigret konzentriert seine Ermittlungen auf die Bewohner des Hauses am Boulevard de Courcelles, von denen jeder ein Mordmotiv zu haben scheint. Jeanne Fumal, die Ehefrau des Toten, ist eine von ihrem Mann lebenslang gedemütigte Alkoholikerin, ihr Bruder Émile Lentin, der ebenfalls von Fumal ruiniert wurde, stahl für seine Sucht heimlich Geld aus der Portokasse. Der Geschäftsführer Joseph Goldman war für die so gerissenen wie skrupellosen Finanztransaktionen des Konzerns zuständig und wirtschaftete in die eigene Tasche. Die Sekretärin Louise Bourges verriet Firmengeheimnisse, um mit Bestechungsgeldern den finanziellen Grundstock für ein gemeinsames Leben mit dem Chauffeur Félix zu legen. Der Hausdiener Victor Ricou, ein ehemaliger Wilderer aus Saint-Fiacre, befand sich nach seinem Mord an einem Wildhüter in den Händen Fumals, der dafür gesorgt hatte, dass die Mordanklage niedergeschlagen wurde. Einzig Fumals Geliebte Martine Gilloux kennt die schwachen Seiten des einsamen und misstrauischen Metzgers, doch auch ihre Sorge gilt vornehmlich ihrer künftigen Existenzgrundlage.
Es braucht lange, bis Maigret unter den Verdächtigen jenen ermittelt, der Fumal am meisten hasste. Es war der Wilderer Victor, der sich eingesperrt fühlte und nach einem Leben in den Wäldern sehnte. Sein Bedürfnis nach materieller Sicherheit ließ ihn den Mord an seinem Chef mit dem Raub von 15 Millionen aus dessen Geldschrank verbinden. Als Maigret den Täter festnehmen will, ist dieser nach einem Tipp der Sekretärin bereits untergetaucht. Daraufhin verkündet die Pariser Presse eine doppelte Niederlage der Kriminalpolizei, die weder die vermisste Engländerin aufspüren konnte noch den Mörder im überwachten Haus festzunehmen in der Lage war. Der mit sich selbst unzufriedene Kommissar Maigret nimmt die Niederlage persönlich. Erst nach Jahren werden die beiden Vermissten aufgespürt: Die Engländerin, die in Paris die Liebe ihres Lebens fand, lebt nun verheiratet in Australien. Der Wilderer Victor hat seine Beute in kürzester Zeit durchgebracht und kehrt schwer tropenkrank aus Panama zurück. Noch bevor ihm der Prozess gemacht werden kann, verstirbt er. Kommissar Maigret ist der einzige Mensch gewesen, der ihn zuvor im Krankenhaus besucht hat.

## Interpretation
Laut Stanley G. Eskin stellt Simenon in Maigret erlebt eine Niederlage die „Frage nach dem grundlos Bösen“. Josef Quack fühlt sich an einen Roman noir erinnert, in dessen Mittelpunkt der Sohn eines Metzgers aus der Provinz steht, der sich zum mächtigen Fleischgroßhändler emporgeschwungen hat und dessen Protektion bis in die französische Regierung reicht. Fumal legt es darauf an, alle Menschen in seiner Umgebung zu demütigen, zu ruinieren und ihren Hass auf sich zu ziehen. Maigret, dessen Menschenbild keine reine Schlechtigkeit kennt, ist verstört von der Bosheit, die hinter allen Aktionen des „Königs der Metzger“ aufblitzt. Dieser scheint „von Grund auf schlecht zu sein“, aus bloßer Freude daran, anderen zu schaden. Zwar erfährt Maigret durch die Geliebte des Toten auch von Fumals menschlichen Schwächen, von dessen Erfahrungen von Einsamkeit und Ablehnung sowie dem übermächtigen Drang nach Selbstbestätigung. Doch anders als in anderen Romanen der Serie lässt dies das Bild des Mordopfers nicht in freundlicherem Licht erscheinen. Maigret jedenfalls kann sich an keinen Fall erinnern, in dem er „weniger Lust gehabt hatte, einen Mörder zu finden.“ Das Opfer bleibt am Ende selbst verantwortlich für seine Ermordung. Dabei ist es unter der Vielzahl möglicher Täter der freiheitsliebende Wilderer Victor, der sich daran rächt, dass Fumal ihn ein Leben lang unterdrückt und seiner Freiheit beraubt hat.
Für Murielle Wenger steht Maigret erlebt eine Niederlage im Zeichen einer Desillusionierung der Kindheitserinnerungen Maigrets. Bereits in Maigret und die Affäre Saint-Fiacre, einem Roman aus der Frühzeit der Serie, kehrt der Kommissar an seinen Geburtsort zurück und erfährt den Gegensatz der verklärten Vergangenheit zum gegenwärtigen Niedergang des Ortes, der vor allem durch das heruntergewirtschaftete gräfliche Schloss symbolisiert wird. In Maigrets Memoiren wird die Biografie des Kommissars genauer ausgestaltet, und von diesem Zeitpunkt an greifen die späteren Romane der Serie immer wieder auf Versatzstücke aus Maigrets Jugend zurück. In Maigret erlebt eine Niederlage schließlich geht das Schloss, das einst von Maigrets Vater verwaltet wurde, in den Besitz des Emporkömmlings Fumal über, womit Maigrets Kindheitsträume mit einem Schlag entwertet sind. Dessen idealistischer Wunsch, als „Flickschuster von Schicksalen“ in die Welt einzugreifen und die Menschen an die ihnen zustammenden Plätze zu versetzen, wird im Roman ironisch mit naiver Malerei verglichen, den Bilderbögen von Épinal. Während Maigrets Eingriffe in die Schicksale gewöhnlich gütig sind, macht er Fumal klar, dass er kein Recht auf das Leben hat, das er führt. Als der Metzger daraufhin tatsächlich sein Leben verliert, setzt der Kommissar alles daran, die Scharte auszuwetzen. Auch andere Jugendfreunde Maigrets lösen bei ihrer Wiederbegegnung mit dem Kommissar ausgesprochen negative Empfindungen aus, so Ernest Malik in Maigret regt sich auf oder Léon Florentin in Maigrets Jugendfreund. Die ganze Serie hindurch hat Maigret nur einen Menschen, den er wirklich als Freund ansieht: den Arzt Dr. Pardon.

## Hintergrund
Zehn Jahre nachdem Simenon nach Ende des Zweiten Weltkriegs Frankreich in Richtung Amerika verlassen hatte, kehrte er im Frühjahr 1955 nach Europa zurück. Die Abreise erfolgte überstürzt, ohne dass Simenon feste Pläne für eine dauerhafte Bleibe hatte. Er bereiste ganz Frankreich, blieb für längere Phasen in Mougins, wo er Maigret stellt eine Falle schrieb, und Cannes, wo in der Villa Golden Gate in der Avenue de la Reine Elisabeth neben Maigret erlebt eine Niederlage auch Maigret amüsiert sich sowie fünf Non-Maigret-Romane entstanden, darunter Le nègre. Obwohl Cannes der Schauplatz von acht Werken Simenons ist, war das umtriebige Leben an der Côte d’Azur auf Dauer nicht nach dem Geschmack des Autors, und er zog sich 1957 in die Schweiz zurück. Dort schrieb er bis 1972 in den kleinen Ortschaften Echandens und Epalinges die übrigen 25 Romane der Maigret-Reihe.

## Rezeption
Publishers Weekly bezeichnete den amerikanischen Sammelband A Maigret Trio, der neben Maigret erlebt eine Niederlage auch Maigret und die alten Leute sowie Maigret und der faule Dieb enthielt, als „drei superbe Detektivromane“. Newgate Callendar betonte in der New York Times die „scharfe, ökonomische, realistische“ Schreibweise, die ebenso typisch für Simenon sei wie seine „Fähigkeit, den Leser gefangenzunehmen und sein Interesse wachzuhalten“. The Pittsburgh Press verortete den Roman leicht unterhalb des Simenonschen Standards. Für Josef Quack war Maigret erlebt eine Niederlage „von allen düsteren Maigrets, die Simenon geschrieben hat – und er hat eine stattliche Reihe beklemmender und deprimierender Episoden geschildert –, der schwärzeste und trostloseste.“
Die Romanvorlage wurde insgesamt dreimal im Rahmen von Fernsehserien verfilmt. Die Titelrolle spielten Rupert Davies in Maigret (Großbritannien, 1961), Jean Richard in Les Enquêtes du commissaire Maigret (Frankreich, 1987) und Bruno Cremer in Maigret (Frankreich, 2003).

## Ausgaben
- Georges Simenon: Un échec de Maigret. Presses de la Cité, Paris 1956 (Erstausgabe).
- Georges Simenon: Maigret erlebt eine Niederlage. Übersetzung: Isolde Kolbenhoff. Kiepenheuer & Witsch, Köln 1957.
- Georges Simenon: Maigret erlebt eine Niederlage. Übersetzung: Isolde Kolbenhoff. Heyne, München 1967.
- Georges Simenon: Maigret hat Angst. Maigret erlebt eine Niederlage. Übersetzung: Elfriede Riegler. Diogenes, Zürich 1978, ISBN 3-257-00971-2.
- Georges Simenon: Maigret erlebt eine Niederlage. Sämtliche Maigret-Romane in 75 Bänden, Band 49. Übersetzung: Elfriede Riegler. Diogenes, Zürich 2009, ISBN 978-3-257-23849-5.